# تریفتهورن
تریفتهورن (به لاتین: Trifthorn) یک کوه در سوئیس است که در کانتون وله واقع شده‌است. تریفتهورن ۳٬۷۲۸ متر بالاتر از سطح دریا واقع شده‌است.